# McKinley Belcher III
McKinley Belcher III (Atlanta, Georgia, 23 de marzo de 1984) es un actor estadounidense, conocido por su papel protagonista como Samuel Diggs en la serie de televisión PBS Mercy Street, Anthony Carter en el drama de género de Fox The Passage, y como el agente Trevor Evans en el thriller criminal de Netflix Ozark.

## Primeros años
Belcher nació en Atlanta, Georgia el 23 de marzo de 1984 en el Grady Memorial Hospital, siendo el primer hijo de McKinley Belcher Jr. y Pamela McGhee Belcher. La familia se trasladó más tarde a Powder Springs, Georgia, donde asistió a la escuela primaria y secundaria. Belcher se graduó en Campbell High School en Smyrna, Georgia en 2002, donde participó en el programa de Bachillerato Internacional y corrió en atletismo y campo a través. Fue a la Universidad de Belmont en Nashville, Tennessee, y se graduó en 2006 con una licenciatura en Estudios de Comunicación y Ciencias Políticas. En Belmont compitió en el equipo de oratoria y debate, ganando premios como polemista y orador individual. Posteriormente, fue a la USC School of Dramatic Arts en Los Ángeles, donde ganó el premio Ava Greenwald Memorial y se graduó en 2010 con un máster en interpretación.

## Vida personal
Belcher es abiertamente gay y se casó con el artista Blake Fox el 17 de enero de 2023 en una boda oficiada por el coprotagonista de Muerte de un viajante de Belcher André De Shields.

## Carrera

### Teatro
Belcher apareció fuera de Broadway en Romeo y Julieta en Classic Stage Company en 2013 y en 2016 ganó un Drama Desk Award por su interpretación del boxeador aficionado Fish en el conjunto de la obra de Marco Ramírez The Royale en Lincoln Center for the Performing Arts, dirigida por Rachel Chavkin. También apareció como Sam en el estreno mundial de 2015 de la producción de Darko Tresnjak Rear Window en Hartford Stage, junto a Kevin Bacon. Belcher interpretó el doble papel de Teddy y Nicholas en el estreno mundial de la obra de Ken Urban A Guide for the Homesick en la Huntington Theatre Company en 2017, ganando tanto un Elliot Norton Awards al Actor Destacado como un IRNE Awards al Mejor Actor. En 2019 Belcher interpretó a Rashad en la producción off-Broadway de MCC Theater de The Light, por la que fue nominado al Outer Critics Circle Award al Actor Destacado en una Obra de Teatro. En 2020 Belcher debutó en Broadway como el soldado Louis Henson (un papel originado por Samuel L. Jackson off-Broadway) en el estreno en Broadway de A Soldier's Play en la Roundabout Theatre Company.

### Cine y televisión
Belcher debutó en el cine en la película independiente de 2013 de John Sayles Go for Sisters, interpretando a Rodney, el hijo de Lisa Gay Hamilton. En 2015 apareció en la miniserie de David Simon para HBO Show Me a Hero como Dwayne Meeks, el hijo de LaTanya Richardson, dirigida por Paul Haggis. Belcher tuvo su primera experiencia en una serie regular como Samuel Diggs en dos temporadas de Mercy Street, drama sobre la Guerra Civil producido por Ridley Scott de PBS. Su personaje, Samuel, es un hombre libre que trabaja como obrero, pero alberga conocimientos secretos y habilidad en medicina. En 2018 fue elegido para interpretar a Anthony Carter en el drama de Fox The Passage, basado en la novela homónima de Justin Cronin. Belcher volvió a trabajar con David Simon en la serie limitada de HBO de 2022 We Own This City, interpretando a Momodu Gondo, veterano de la policía de Boston de la vida real y agente de la Gun Trace Task Force. En 2022 Belcher también se unió al reparto de la serie de Netflix One Piece, adaptación de imagen real del manga de mismo nombre, como Arlong.

## Filmografía

### Películas
| Año  | Título                        | Rol               | Notas |
| ---- | ----------------------------- | ----------------- | ----- |
| 2013 | Go for Sisters                | Rodney            |       |
| 2018 | Mapplethorpe                  | Milton Moore      |       |
| 2018 | Trial By Fire                 | Ponchai           |       |
| 2019 | The Art of Racing in the Rain | Mark Finn         |       |
| 2019 | Historia de un matrimonio     | Lighting Designer |       |
| 2022 | Eraser: Reborn                | Paul Whitlock     |       |

### Televisión
| Año          | Título                    | Rol                | Notas                     |
| ------------ | ------------------------- | ------------------ | ------------------------- |
| 2010         | Law & Order: Los Angeles  | Timmy Lutz         |                           |
| 2011         | Rizzoli & Isles           | Pvt. Lawrence      |                           |
| 2012         | Louie                     | Gravedigger #1     |                           |
| 2014         | Elementary                | Reeling Detective  |                           |
| 2014–2017    | Power                     | Marcus             | Recurrente (4 episodes)   |
| 2015         | Madam Secretary           | Officer Wilson     |                           |
| 2015         | Chicago PD                | Aubrey Carrington  |                           |
| 2015         | Unbreakable Kimmy Schmidt | Bryce              |                           |
| 2015         | Show Me a Hero            | Dwayne Meeks       | Recurrente (5 episodios)  |
| 2016–2017    | Mercy Street              | Samuel Diggs       | Principal (12 episodios)  |
| 2019         | The Passage               | Anthony Carter     | Principal (10 episodios)  |
| 2017–2020    | Ozark                     | Agent Trevor Evans | Recurrente (15 episodios) |
| 2020–present | The Good Lord Bird        | Broadnax           | Recurrente (6 episodios)  |
| 2023         | One Piece                 | Arlong             |                           |
| 2024         | Eric                      | Detective Ledroit  |                           |